# Markt 6 (Johanngeorgenstadt)
Das Haus Markt 6 ist das einzig erhalten gebliebene Haus am historischen Marktplatz von Johanngeorgenstadt, Erzgebirgskreis, im Freistaat Sachsen.

## Lage
Das Gebäude Markt 6 befindet sich an der südöstlichen Ecke des Marktplatzes in der Altstadt von Johanngeorgenstadt am Beginn der Karlsbader Straße.

## Architektur und Geschichte
Es handelt sich um dreigeschossiges massives Eckgebäude, das unmittelbar nach dem Stadtbrand von Johanngeorgenstadt am 19. August 1867 errichtet worden ist.
Johann Wolfgang von Goethe besuchte im August 1785, vom böhmischen Karlsbad kommend, Johanngeorgenstadt und nahm beim Post- und Bürgermeister Johann Friedrich Baumann sein Quartier, der ein geräumiges Haus am Marktplatz besaß, das damals als Posthaus diente, in dem Reisende übernachten konnten. Wo es sich genau befand, blieb lange Zeit unbekannt, bis herausgefunden wurde, dass er im Vorgängerbau des heutigen Hauses Marktplatz 6 übernachtete.
Aus der Postgeschichte von Johanngeorgenstadt geht hervor, dass zum Nachfolger des obengenannten, 1797 verstorbenen Postmeisters Baumann, der Glasermeister August Heinrich Gruner ernannt wurde, der bereits zuvor den erkrankten Postmeister und dessen Frau bei der Erledigung der Postgeschäfte aushilfsweise unterstützt hatte. Anhand eines Verzeichnisses über alle Häuser von Johanngeorgenstadt und deren Besitzer und Bewohner ist nachweisbar, dass Gruner im Jahre 1800 im Haus der Witwe des Postmeisters Baumann am Markt wohnte. Das Gebäude diente somit auch nach Baumanns Tod weiterhin als Poststation. Der neue Postmeister Gruner kaufte das Haus kurze Zeit später, und es blieb bis 1855 ununterbrochen das Postamt von Johanngeorgenstadt. Im August 1867 vernichtete der große Stadtbrand alle Häuser am Markt, darunter auch die frühere Post. Aus der Asche entstand an gleicher Stelle ein neues Gebäude, das den Abriss der Altstadt von Johanngeorgenstadt ab 1953 überstand.
Bis in die 1980er Jahre erinnerte ein jetzt verputzter Türstock mit Initialen und Jahreszahl an den Vorgängerbau dieses Hauses und seinen ersten Besitzer, den Exulanten und Bürgermeister Johann Löbel. Dieser war zuvor Bergmeister im böhmischen Platten gewesen und hatte großen persönlichen Anteil an der Gründung Johanngeorgenstadts. Im Gegensatz zu den anderen Exulanten, die durch Losentscheid 1654 einen Bauplatz erhielten, durfte Johann Löbel sich einen solchen selbst aussuchen. Er wählte die südöstliche Marktecke aus, von wo die Straße nach Platten und Karlsbad führt. Im innerhalb von zwei Jahren fertiggestellten Gebäude fanden seit 1656 die ersten Ratssitzungen statt und u. a. weilte hier zweimal der Kurfürst Johann Georg II. von Sachsen zu Gast. Dafür erhielt Löbel im Jahre 1665 Abgabefreiheit auf sein Haus. Als er im folgenden Jahr starb, ging das Gebäude in den Besitz seines Sohnes, des Bergmeisters Abraham Wenzel Löbel, über. Dieser wurde 76-jährig am 6. Januar 1707 in der Kirche von Johanngeorgenstadt beigesetzt. Das nun im Besitz seiner Witwe befindliche Gebäude kaufte sein Enkel Johann Christian Löbel, der 1721 Postmeister wurde, wodurch in sein Haus die Poststation von Johanngeorgenstadt einzog. 1730 musste Löbel wegen Unregelmäßigkeiten sein Amt niederlegen und zog fort. Sein Haus blieb zunächst noch im Besitz der Familie Löbel, bis sich diese entschloss, es an den Schicht- und Vizebergmeister Immanuel Heinrich Krippner zu verkaufen, der noch 1769 als Eigentümer genannt wird. Doch schon kurz darauf wechselte das Haus erneut den Besitzer. Der Stadtrichter und Steuereinnehmer Johann Friedrich Baumann erwarb das stattliche Gebäude. Seit 1771 war er als Postmeister tätig, und so wurde das frühere Löbelhaus erneut zur Poststation und damit 1785 zum Quartier für Goethe. 1867 fiel das frühere Löbelhaus dem großen Stadtbrand zum Opfer.
1911 wurde zur dauernden Erinnerung an Goethes Aufenthalt vom Hotelbesitzer und Stadtrat Carl Truckenbrodt im Hausflur seines „Hotel de Saxe“ (seit 1914 „Sachsenhof“) am Marktplatz von Johanngeorgenstadt werbewirksam eine Bronzetafel angebracht. Diese zeigt das Bildnis Goethes und eine auszugsweise Wiedergabe desjenigen Briefes, den er von hier am 18. August 1785 an Charlotte von Stein schrieb. Als sichtbares Zeichen seiner Treue zum Erzgebirgsverein übergab Carl Truckenbrodt die Tafel dem Zweigverein Johanngeorgenstadt mit der Bestimmung, dass dieser, wenn einmal sein Hotel nicht mehr als solches genutzt werden sollte, an geeigneter Stelle als Denkmal für kommende Zeiten anbringen sollte. Als das Gebäude des Sachsenhofes im Sommer 1953 geräumt werden musste und wenig später abgerissen wurde, stellte man die Goethetafel sicher und brachte sie im Treppenhaus des im November 1954 eingeweihten neuen Hauptpostamtes in der Neustadt an.